# Phare Akra Oxiá
Le phare Akra Oxiá, également appelé phare Oxiá est situé sur l'île Oxiá, à l'entrée du golfe de Patras en Grèce.  Le phare est achevé en 1859.

## Caractéristiques
Le phare est une tour de pierres, accolée à la maison, à double étage, du gardien, dont la lanterne est blanche et le dôme de celle-ci est de couleur verte. Il s'élève à 70 mètres au-dessus des eaux du Golfe de Patras. 

## Codes internationaux
- ARLHS[1] : GRE-101
- NGA : 14640
- Admiralty[2] : E 3908

## Source
(en) [PDF] List of lights radio aids and fog signals - 2011 - The west coasts of Europe and Africa, the mediterranean sea, black sea an Azovskoye more (sea of Azov) (la liste des phares de l'Europe, selon la National Geospatial - Intelligence Agency)- Version 2011 - National Geospatial - Intelligence Agency - p. 254